# I Cry When I Laugh
I Cry When I Laugh è l'album in studio di debutto della cantante britannica Jess Glynne, pubblicato il 21 agosto 2015.

## Tracce

### Edizione britannica[7]
1. Strawberry Fields (Intro) – 1:21 (Jessica Glynne, Knox Brown)
2. Gave Me Something – 3:27 (Jessica Glynne, Knox Brown, Fin Dow-Smith, Janée "Jin Jin" Bennett)
3. Hold My Hand – 3:47 (Jessica Glynne, Janée "Jin Jin" Bennett, Jack Patterson, Ina Wroldsen)
4. Clean Bandit – Real Love (feat. Jess Glynne) – 3:55 (Jessica Glynne, Janée "Jin Jin" Bennett, Jack Patterson, Grace Chatto, Robert Harvery, Richard Boardman, Cleo Tighe, Sarah Blanchard)
5. Ain't Got Far to Go – 3:23 (Jessica Glynne, Knox Brown, Janée "Jin Jin" Bennett, Fin Dow-Smith)
6. Take Me Home – 4:25 (Jessica Glynne, Steve Mac, Wayne Hector, Nick Tsang)
7. Don't Be So Hard on Yourself – 3:31 (Jessica Glynne, Wayne Hector, Tom Barnes, Pete Kelleher, Ben Kohn)
8. You Can Find Me – 3:27 (Jessica Glynne, Talay Riley, Fin Dow-Smith)
9. Why Me – 3:31 (Jessica Glynne, Knox Brown)
10. Love Me – 3:37 (Jessica Glynne, Knox Brown, Janée "Jin Jin" Bennett)
11. It Ain't Right – 4:01 (Jessica Glynne, Fin Dow-Smith, James Newman)
12. No Rights No Wrongs – 4:02 (Jessica Glynne, Knox Brown, Janée "Jin Jin" Bennett, Fin Dow-Smith, Jonny Coffer, James Newman)
13. Saddest Vanilla (feat. Emeli Sandé) – 4:01 (Jessica Glynne, Emeli Sandé, Shahid Khan)
14. Right Here – 3:40 (Jessica Glynne, Matthew Robson-Scott, Kye Gibbon, Janée "Jin Jin" Bennett)

## Classifiche

### Classifiche settimanali
| Classifica (2015-16) | Posizione massima |
| -------------------- | ----------------- |
| Australia            | 7                 |
| Austria              | 46                |
| Belgio (Fiandre)     | 22                |
| Belgio (Vallonia)    | 63                |
| Canada               | 84                |
| Francia              | 106               |
| Germania             | 27                |
| Giappone             | 63                |
| Irlanda              | 3                 |
| Italia               | 10                |
| Nuova Zelanda        | 36                |
| Paesi Bassi          | 6                 |
| Polonia              | 9                 |
| Regno Unito          | 1                 |
| Spagna               | 63                |
| Stati Uniti          | 25                |
| Svizzera             | 12                |
| Ungheria             | 26                |

### Classifiche di fine anno
| Classifica (2015) | Posizione |
| ----------------- | --------- |
| Regno Unito       | 7         |
| Classifica (2021) | Posizione |
| Regno Unito       | 95        |